# کلادیو کوچینوتا
کلادیو کوچینوتا (ایتالیایی: Claudio Cucinotta؛ زادهٔ ۲۲ ژانویهٔ ۱۹۸۲) دوچرخه‌سوار اهل ایتالیا است.